# Glaci Zancan

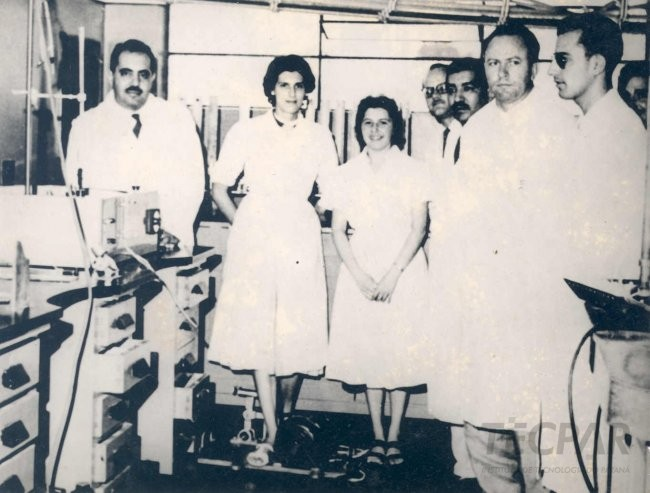
Foto tirada no dia 2 de janeiro de 1958 de Metry Bacila (à esquerda) ao lado de Glaci Zancan que foi orientada por Bacila

Glaci Teresinha Zancan (São Borja, 16 de agosto de 1935 – Florianópolis, 29 de junho de 2007) foi uma bioquímica, pesquisadora e professora universitária brasileira.
Professora emérita da Universidade Federal do Paraná, ex-presidente da Sociedade Brasileira para o Progresso da Ciência (SBPC), era também Grande oficial da Ordem Nacional do Mérito Científico.

## Biografia
Glaci nasceu na cidade de São Borja, no Rio Grande do Sul, em 1934. Era filha de Fernando e Maria Zancan, filhos de imigrantes italianos. Em sua cidade natal, terminou o ensino primário na Escola Normal Sagrado Coração de Jesus (1941 a 1946) e precisou ir para a capital, Porto Alegre, para concluir o ensino médio, no Colégio Americano (1947-50).
Em 1956, formou-se na Faculdade de Farmácia da Universidade Federal do Rio Grande do Sul. Em 1959 defendeu o doutorado em Química Biológica, pela mesma instituição, sob a orientação de Metry Bacila. O pós-doutorado foi no Instituto de Investigaciones Bioquímicas, Fundación Campomar, em Buenos Aires (1962/63 e 1964), com a a supervisão de Luís Federico Leloir, o Nobel de Química de 1970. De 1964 a 1965, estagiou no Laboratoire de Chimie Physiologique, na Universidade Católica de Lovaina, na Bélgica, onde trabalhou com Henri-Gery Hers (1964 a 1965).
Presidiu a Sociedade Brasileira de Bioquímica e, posteriormente, a Sociedade Brasileira para o Progresso da Ciência (1999—2003), da qual fora vice-presidente. Nos últimos anos de vida, foi membro do Conselho Superior da CAPES e do Conselho Estadual de Educação do Paraná. Recebeu a Grã-Cruz da Ordem Nacional do Mérito Científico.
Coordenou o Programa de Pós-graduação em Bioquímica da UFPR por 11 anos. Foi Bolsista  de Produtividade Científica 1A do CNPq. Orientou 25 mestres e doutores. Publicou 42 trabalhos originais de pesquisa na área de Bioquímica de Microrganismos, especialmente de fungos, em periódicos nacionais e internacionais. Glaci foi fundamental na consolidação do curso de pós-graduação em Ciência (Bioquímica) da UFPR, criado em 1965.
Recebeu a Grã-Cruz da Ordem Nacional do Mérito Científico, do governo federal; a Medalha do Mérito Educativo, do Conselho Federal de Farmácia e a Ordem do Mérito Educativo, como oficial do governo federal. Seu último título foi de Professora Emérita da UFPR, em 31 de maio de 2006.

## Morte
Glaci morreu em 29 de junho de 2007, em Florianópolis, aos 72 anos, em decorrência da esclerose lateral amiotrófica. Ela foi cremada na manhã seguinte, em Curitiba.